# Liste der Monuments historiques in Buzy-Darmont
Die Liste der Monuments historiques in Buzy-Darmont führt die Monuments historiques in der französischen Gemeinde Buzy-Darmont auf.

## Liste der Immobilien
| Bezeichnung      | Beschreibung           | Standort                     | Kennzeichnung | Schutzstatus | Datum | Bild           |
| ---------------- | ---------------------- | ---------------------------- | ------------- | ------------ | ----- | -------------- |
| Kirche St-Martin | ab dem 12. Jahrhundert | Buzy, rue de l’Église (Lage) | PA00106503    | Inscrit      | 1982  | weitere Bilder |

## Liste der Objekte
| Bezeichnung                                   | Beschreibung                                              | Standort                                           | Kennzeichnung | Schutzstatus | Datum | Bild |
| --------------------------------------------- | --------------------------------------------------------- | -------------------------------------------------- | ------------- | ------------ | ----- | ---- |
| Skulptur Heiliger Bartholomäus                | mit Sockel; Holz, farbig gefasst, 18. Jahrhundert         | Buzy, in der Kirche St-Martin (Lage)               | PM55000140    | Classé       | 1980  |      |
| Skulptur Madonna mit Kind                     | Eichenholz, farbig gefasst und vergoldet, 18. Jahrhundert | Buzy, in der Kapelle Notre-Dame-de-la-Bulle (Lage) | PM55001667    | Inscrit      | 1985  |      |
| Pietà                                         | Kalkstein, farbig gefasst, 16. Jahrhundert                | Buzy, in der Kapelle Notre-Dame-de-la-Bulle (Lage) | PM55001448    | Inscrit      | 1979  |      |
| Skulptur Der heilige Joseph mit dem Jesuskind | Stein, 17. Jahrhundert                                    | Buzy, in der Kirche St-Martin (Lage)               | PM55002755    | Inscrit      | 1984  |      |
| Skulpturengruppe Taufe Christi                | Holz, farbig gefasst, 18. Jahrhundert                     | Buzy, in der Kirche St-Martin (Lage)               | PM55000139    | Classé       | 1980  |      |
| Skulptur Heiliger Nikolaus                    | Holz, farbig gefasst und vergoldet, um 1800               | Buzy, in der Kirche St-Martin (Lage)               | PM55001671    | Inscrit      | 1985  |      |
| Skulptur Heiliger Sebastian                   | Holz, farbig gefasst, um 1800                             | Buzy, in der Kirche St-Martin (Lage)               | PM55002756    | Inscrit      | 1984  |      |
| Liegefigur des Sire de Lenoncourt             | Stein, 16. Jahrhundert                                    | Buzy, in der Kirche St-Martin (Lage)               | PM55000138    | Classé       | 1913  |      |
| Skulptur Heiliger Martin                      | Holz, farbig gefasst und vergoldet, um 1800               | Buzy, in der Kirche St-Martin (Lage)               | PM55001670    | Inscrit      | 1985  |      |
| Epitaph für Sébastien Humbert                 | Stein, bezeichnet 1635                                    | Buzy, in der Kirche St-Martin (Lage)               | PM55001672    | Inscrit      | 1995  |      |